# Prospección de oro

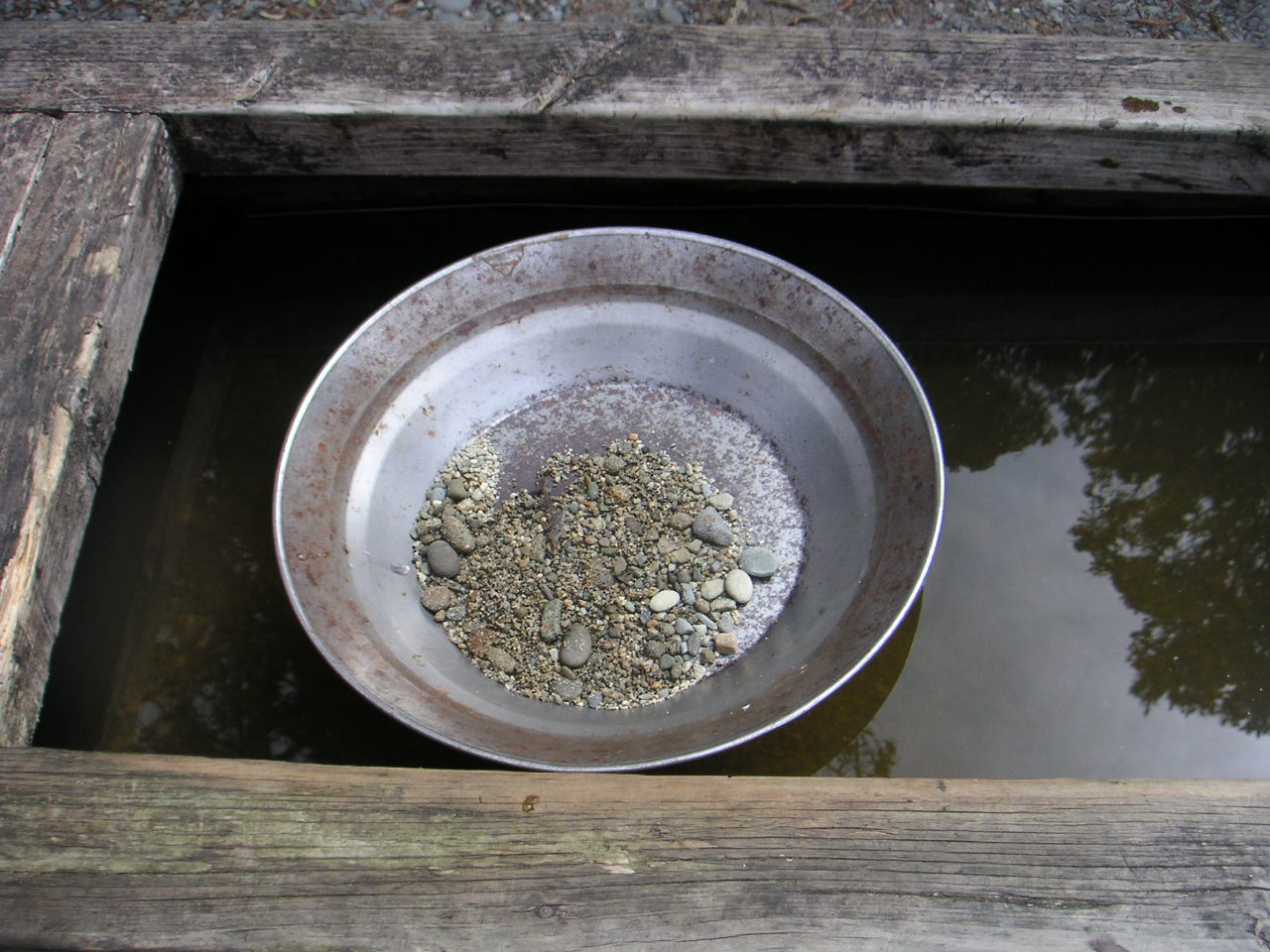
Una cacerola de oro.

La prospección de oro es el acto de buscar nuevos depósitos de oro. Los métodos utilizados varían según el tipo de depósito buscado y los recursos del prospector. Aunque tradicionalmente es una actividad comercial, en algunos países desarrollados la prospección de oro de placer también se ha convertido en una recreación popular al aire libre. 

## Prospección de oro de placer
La prospección de oro de placer se realiza normalmente con una bandeja de oro o un instrumento similar para lavar las partículas de oro libres de los sedimentos superficiales sueltos. El uso de sartenes de oro tiene siglos de antigüedad, pero todavía es común entre los buscadores y mineros con poco respaldo financiero. 
Los depósitos de placeres más profundos se pueden muestrear excavando zanjas o perforando. Se pueden utilizar métodos geofísicos como sísmica, gravedad o magnetismo para localizar canales de ríos enterrados que probablemente sean lugares para el oro de placer. El muestreo y análisis de un depósito de oro aluvial para determinar su viabilidad económica está sujeto a muchas trampas.
Una vez que se descubre el oro de placer, la bandeja de oro generalmente se reemplaza por compuertas o dispositivos mecánicos para lavar mayores volúmenes de material. El descubrimiento de oro de placer a menudo ha resultado en el descubrimiento de depósitos de oro de roca dura cuando los placeres se remontan a sus fuentes. 

## Prospección de depósitos de oro de roca dura
Los buscadores de roca dura o depósitos de oro de veta pueden utilizar muchas herramientas. Se realiza al nivel más simple mediante el examen de la superficie de los afloramientos rocosos, buscando exposiciones de vetas minerales, alteraciones hidrotermales o tipos de rocas que se sabe que albergan depósitos de oro. Las herramientas de campo pueden ser nada más que un martillo para rocas y una lupa. 
Los depósitos de oro de roca dura son más variados en mineralogía y geología que los depósitos de placer, y los métodos de prospección pueden ser muy diferentes para diferentes tipos de depósitos. Al igual que con el oro de placer, la sofisticación de los métodos utilizados para buscar oro de roca dura varía con los recursos financieros del buscador. La perforación se utiliza a menudo para explorar el subsuelo. Se pueden usar métodos geofísicos de superficie para localizar anomalías geofísicas asociadas con depósitos de oro. Se pueden recolectar muestras de rocas o suelo para ensayos de laboratorio geoquímicos, para determinar el contenido de metales o detectar anomalías geoquímicas. Las partículas de oro de roca dura pueden ser demasiado pequeñas para verlas, incluso con un microscopio. 
La mayor parte del oro actual se produce en grandes minas subterráneas a cielo abierto y profundas. Sin embargo, la minería de oro a pequeña escala sigue siendo común, especialmente en los países en desarrollo. 
Un estudio realizado por científicos australianos encontró que se ha descubierto que las termitas excretan rastros de depósitos de oro. Según el CSIRO, las termitas se esconden debajo de material subterráneo erosionado que generalmente enmascara los intentos humanos de encontrar oro e ingerir y traer los nuevos depósitos a la superficie. Creen que estudiar los nidos de termitas puede conducir a métodos menos invasivos para encontrar depósitos de oro.

## Prospección recreativa
La prospección recreativa a pequeña escala de oro de placer se ha visto en muchas partes del mundo, incluida Nueva Zelanda (especialmente en Otago), Australia, Sudáfrica, Gales (en Dolaucothi y en Gwynedd), en Canadá y en los Estados Unidos, especialmente en los estados del oeste y también en otros lugares. 

## Galería

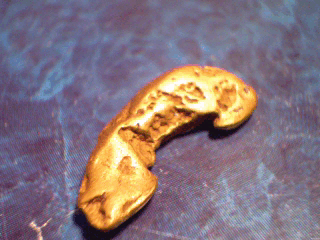
Una pepita de oro de la mina Blue Ribbon en Alaska.
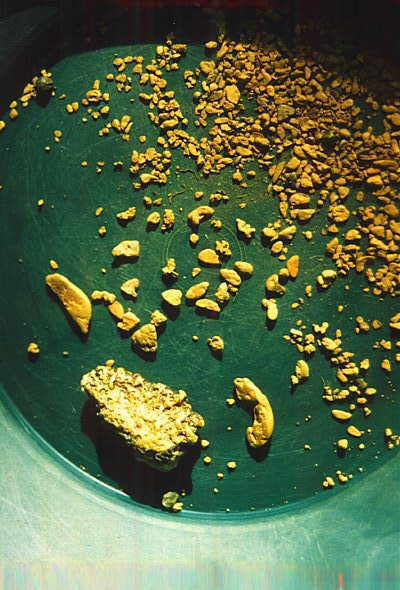
Pepitas de oro en una sartén también de la mina Blue Ribbon en Alaska.
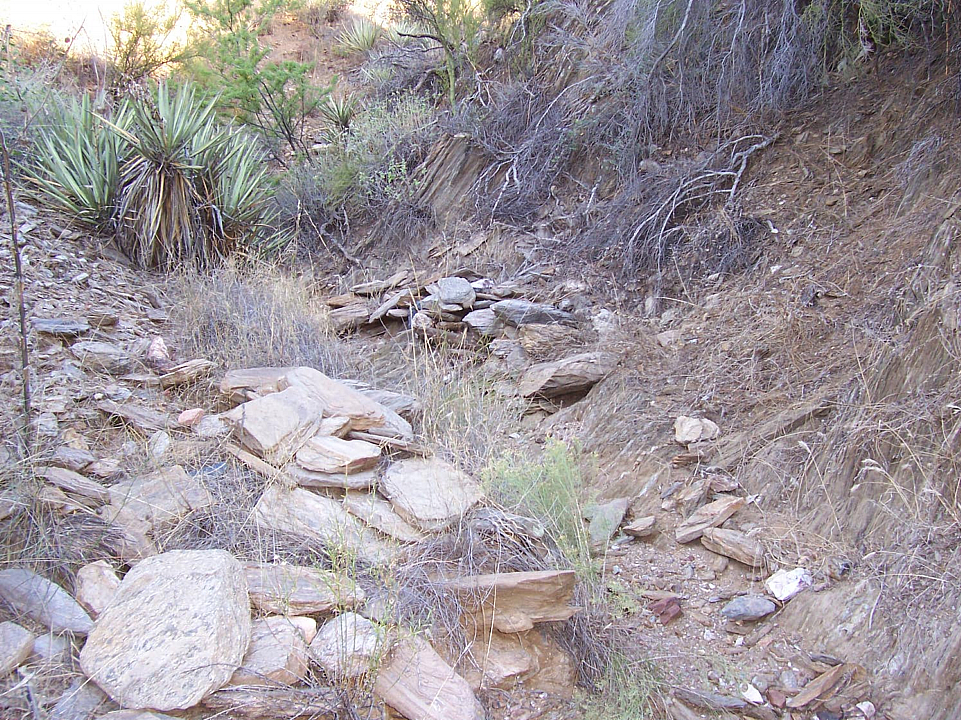
Trabajos antiguos en un lavado seco en el sur de Arizona.
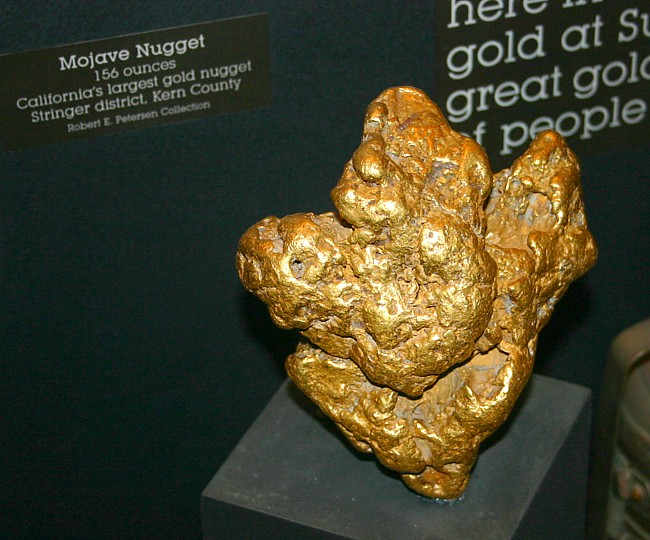
Usando un detector de metales en un desierto del sur de California, un buscador individual encontró esta pepita de oro, conocida como la pepita de Mojave, que pesaba kg).
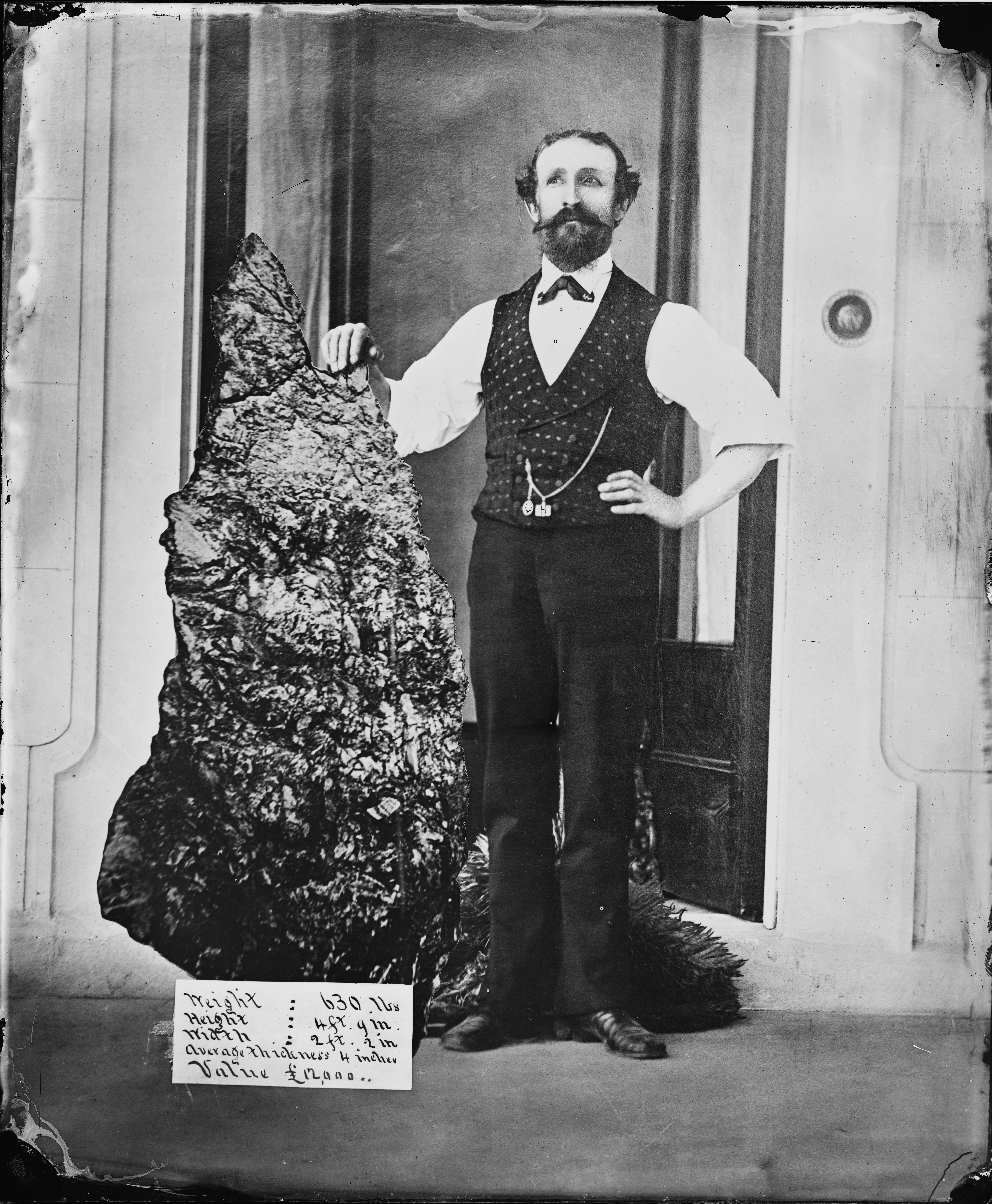
Bernhardt Holtermann y el espécimen de oro "Holtermann Nugget" descubierto en la mina Star of Hope en 1872.